# Iriki-in Shigetomo
Shigetomo Iriki-In (入来院 重朝?; ... – 1544) è stato un samurai servitore del clan Shimazu.

## Biografia[2]
Capo del clan Iriki-in e figlio di Iriki-In Shigetoshi, Shigetomo era un vassallo della famiglia Shimazu di Satsuma. Nel 1526 il signore degli Shimazu, Katsuhisa, subì la ribellione di un parente, Sanehisa, e fu costretto a fuggire da Satsuma. Katsuhisa fu sostituito da Takahisa, ma continuò ad avere un marginale potere all'interno della provincia. Shigetomo, le cui terre erano vicine a quelle dei rivoltosi Shimazu, combatté una serie di battaglie con Sanehisa attorno a Momotosugi. Nel 1536 per spronare gli Iriki-in, Katsuhisa assegnò il castello di Momotosugi a Shighetomo. Tuttavia il castello era sotto il controllo di Sanehisa.
Il 9 ottobre 1539 Shigetomo prese d'assalto Momotsugi e con un raid notturno e guadagnò sia il castello che il rispetto di Takahisa. Katsuhisa inoltre diede a Shighetomo il castello di Koriyama  l'anno seguente.
Alla fine dell'anno Shigetomo aveva conquistato un consistente numero di forti di Sanehisa (tra cui Hirasa, Kuma no sho, Miyasato, Tazaki e Takea) e portò il clan Iriki-In in un posto di rilievo all'interno della provincia di Satsuma. Tuttavia negli anni successivi i rapporti tra Shigetomo e Takahisa si inasprirono, e girarono voci secondo le quali Shigetomo stava tramando una ribellione, anche se la sua sorella minore era la moglie di Takahisa e madre dell'erede Shimazu, Yoshihisa. Nel 1544 Shigetomo morì, e poco dopo Takahisa pose sotto assedio il castello di Kōriyama, ponendo fine al breve periodo d'oro degli Iriki-In. Il successore di Shigetomo, Shigetsugu, riuscì a riconquistare il favore degli Shimazu e gli Iriki-In avrebbero in seguito combattuto al fianco di Yoshihisa per la conquista del Kyūshū, all'estero in Corea e a Sekigahara.